# 조해영가옥
조해영가옥(趙海英家屋)은 대한민국 전북특별자치도 익산시에 있는 건축물이다. 1986년 9월 8일 전라북도의 문화재자료 제121호로 지정되었다.

## 참고 자료
- 조해영가옥 - 국가유산청 국가유산포털